# Léon Spilliaert
Pour les articles homonymes, voir Spilliaert.
Léon Spilliaert né à Ostende le 28 juillet 1881 et mort à Bruxelles le 23 novembre 1946 est un peintre, dessinateur, illustrateur et lithographe belge.
Il a fréquenté le milieu du symbolisme belge, dont Maeterlinck et Verhaeren furent les membres les plus connus. Ses influences vont de Edvard Munch à Fernand Khnopff, mais aussi Nietzsche et Lautréamont, tandis que ses peintures ainsi que les thèmes qu'elles représentent peuvent être rapprochés de ceux d'Edward Hopper, contemporain de Spilliaert. Il fut proche de James Ensor, autre peintre belge.

## Biographie
Léon Spilliaert est le neveu du peintre belge Émile Spilliaert (nl) (1858-1913).
Ses parents, Leonardus Hubertus Spilliaert et Leona Jonckheere, étaient tous deux d'Ostende et s'y étaient mariés en 1880. Leonardus Hubertus Spilliaert, un homme de goût et de culture, est coiffeur et parfumeur à Ostende, au no 2 de la rue de la Chapelle (Kapellestraat). Léon - ou selon ses prénoms légaux Leontius Petrus Ludovicus  - Spilliaert, sera l'aîné d'une fratrie de sept enfants, dont deux mourront en bas âge.
Le 23 décembre 1916, il épouse Rachel Vergison (1893 - 1979), née à Ostende de parents brugeois d'origine, avec qui il a une fille unique.
Pendant ses études au collège Notre-Dame d'Ostende, il lit notamment Friedrich Nietzsche et Arthur Schopenhauer, tout en se passionnant pour le dessin.
Après quelques mois de formation à l’Académie de Bruges en 1899, Spilliaert abandonne ses études pour raisons de santé. En 1900, il visite l'Exposition Universelle de Paris avec son père.
À partir de 1902, il travaille pour l’éditeur Edmond Deman et fréquente les symbolistes belges. Il est l’ami d’Émile Verhaeren, Camille Lemonnier et Fernand Crommelynck. Il illustre les publications de Verhaeren, Pour les amis du poète (1902) puis Petites légendes (1903), ainsi que les trois volumes du Théâtre de Maurice Maeterlinck. Il aime particulièrement l’œuvre de Stéphane Mallarmé, dont il se sent proche.
En 1904, il est à Paris, où il retournera régulièrement, et rencontre Stefan Zweig et Franz Hellens. Il vit à Bruxelles de 1917 à 1921, puis retourne à Ostende pour se fixer à nouveau à Bruxelles, à partir de 1935.

## Œuvre
La plupart de ses œuvres sont datées. Il signe ainsi sa première toile en 1899. Jusqu'au début des années 1910, ses œuvres se caractérisent par une évidente mélancolie, empreinte de tristesse, voire d'angoisse, à travers la représentation de larges espaces vides — plages et étendues maritimes —, ou d'autoportraits jouant sur les ombres dans les reliefs du visage, un traitement de la lumière en clair-obscur d'où émane parfois une sorte d'aura. Certaines de ses œuvres confinent à l'abstraction, par des structures géométriques — diagonales et courbes en cercles concentriques. Il puise son inspiration dans sa ville natale d'Ostende et dans ses errances nocturnes dans la cité balnéaire au long des plages et des digues. Une ambiance de cauchemar et de drame émane parfois de ses compositions, ou du moins un profond et vague sentiment d'errance, de perdition et de solitude.
Surtout connu pour ses œuvres de jeunesse, l'art de Léon Spilliaert s'apaise au sein de la vie de famille après son mariage en 1916. Il se consacre alors surtout au paysage et à l'illustration d'ouvrages, et cette dernière période n'est que peu exposée.
Il pratique l'aquarelle, la gouache, le pastel, les crayons de couleur, l'encre de Chine et la peinture à l'huile. Ses œuvres sont conservées entre autres à Ostende au musée d'Art à la mer et à Bruxelles aux Musées royaux des beaux-arts de Belgique.
Son œuvre reste exclusivement picturale ; il n'a produit que peu d'écrits et n'a pas enseigné.
Dans son dernier entretien, le chanteur Arno a dit que Léon Spilliaert, comme lui natif d'Ostende, était le peintre qui l'inspirait le plus.

## Œuvres
- Amour, 1901, mine graphite, lavis d'encre de Chine, pinceau, plume et aquarelle sur papier collé sur papier japon, 32 × 19,6 cm, OF Collection, Belgique.
- Crépuscule, le vieux phare, 1901, lavis d'encre de Chine, pinceau, plume et crayon de couleur sur papier, 33,1 × 37,7 cm, Ostende, collection Vanmoerkerke.
- Autoportrait aux masques, août 1903, mine graphite, lavis d'encre de Chine, pinceau, plume et crayon de couleur sur papier vélin fort, 27,3 × 27,2 cm, Paris, musée d'Orsay.
- La Buveuse d'absinthe, 1907, aquarelle, gouache, encre de Chine, lavis et pastel sur papier, 105 × 77 cm, Musée des Beaux-arts de Gand.
- Autoportrait à la planche à dessin, novembre 1907, lavis d'encre de Chine, pinceau, crayon de couleur, pastel et aquarelle sur papier à structure tissée, 52,7 × 37, cm, New York, The Metropolitan Museum of Art.
- Autoportrait, vers 1907, lavis d'encre de Chine et pinceau sur papier, 18,4 × 11,7 cm, New York, The Hearn Family Trust.
- Autoportrait au carnet de croquis bleu, 1907, musée royal des Beaux-Arts d'Anvers
- Silhouette du peintre, 1907, aquarelle et pastel, 49 × 65 cm, Musée des Beaux-Arts de Gand[8]
- Autoportrait au chevalet, 1908, lavis d'encre de Chine, pinceau, crayon de couleur, craie de couleur et pastel sur papier, 64,5 × 48,5 cm, Anvers, Koninklijk Museum voor Schone Kunsten.
- Autoportrait au miroir, 1908, lavis d'encre de Chine, pinceau, aquarelle et crayon de couleur sur papier, 48,5 × 63,1 cm, Ostende, Mu.ZEE,SMOOO.
- Digue la nuit. Reflets de lumière, 1908, lavis d'encre de Chine, pinceau et crayon de couleur sur papier, 47,8 × 39,5 cm, Paris, musée d'Orsay.
- Clair de lune et Lumières, 1909, Paris, musée d'Orsay.
- La Poursuite, 1910[réf. nécessaire].
- Femme au bord de l'eau, encre de Chine, pinceau, crayon de couleur et pastel sur papier, 47,1 × 60,2 cm, collection particulière.
- Au fond de la mer. Les baleines, 1918, lavis d'encre de Chine, pinceau, aquarelle, crayon Conté et fusain sur papier, 38,1 × 28,1 cm, Anvers, The Phoebus Fondation.
- Le Tunnel, 1935[réf. nécessaire].
- Le Parc royal à Bruxelles, vers 1917, pastel sur papier, 75 × 56 cm, musée des Beaux-Arts de Brest[9].

Œuvres de Léon Spilliaert
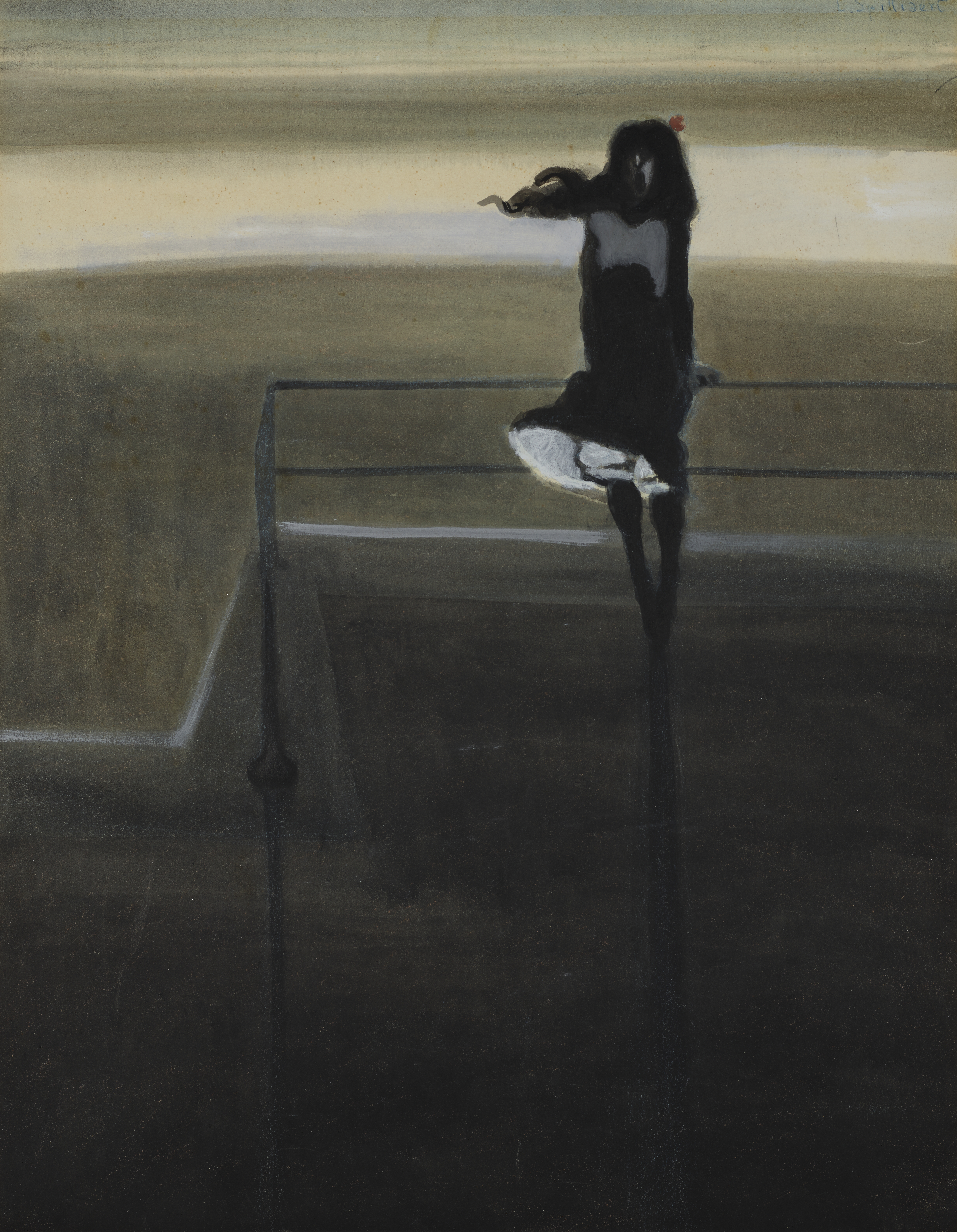
La Rafale de vent (1904), Ostende, musée d'Art à la mer.
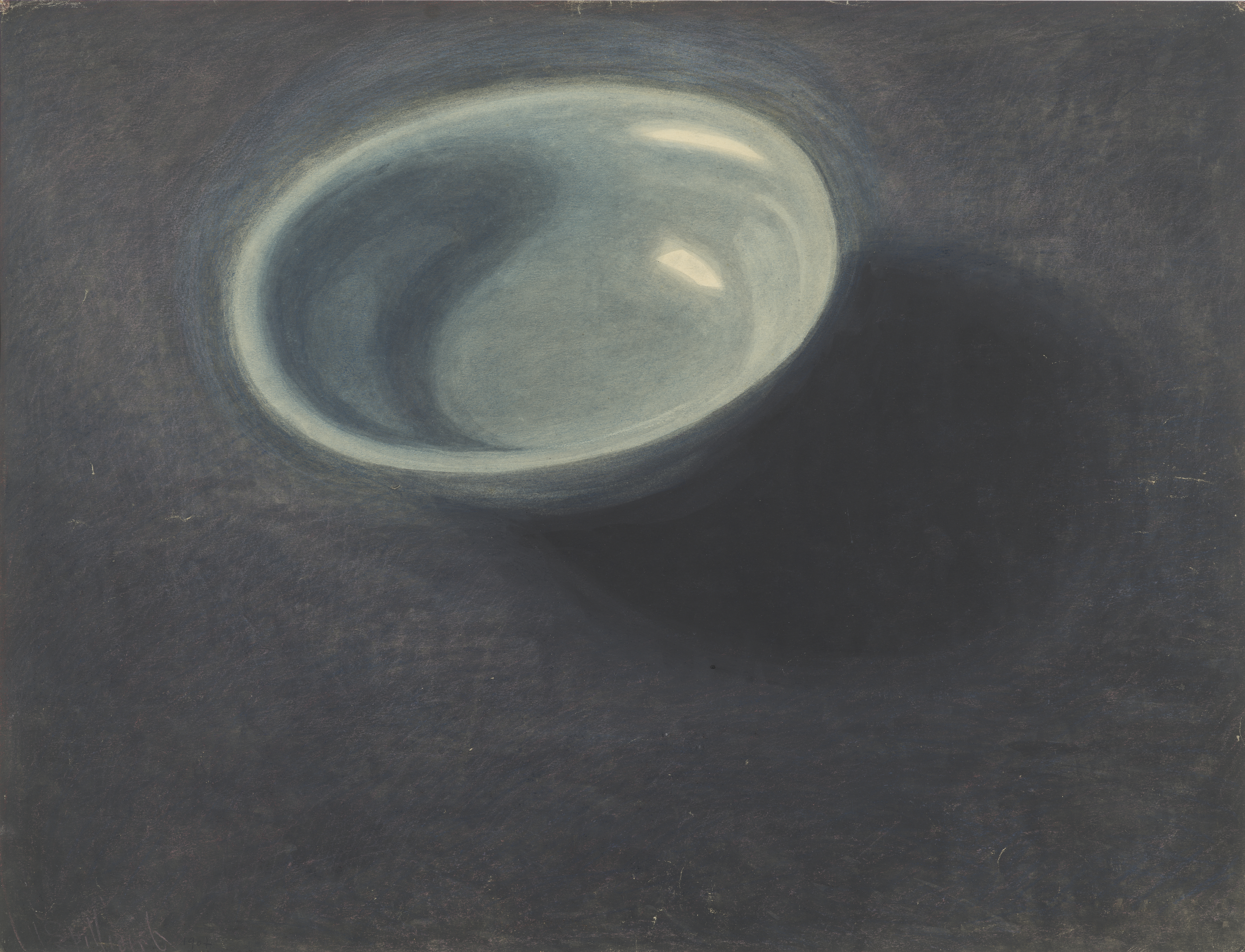
La Bassine bleue (1907), Ostende, musée d'Art à la mer.
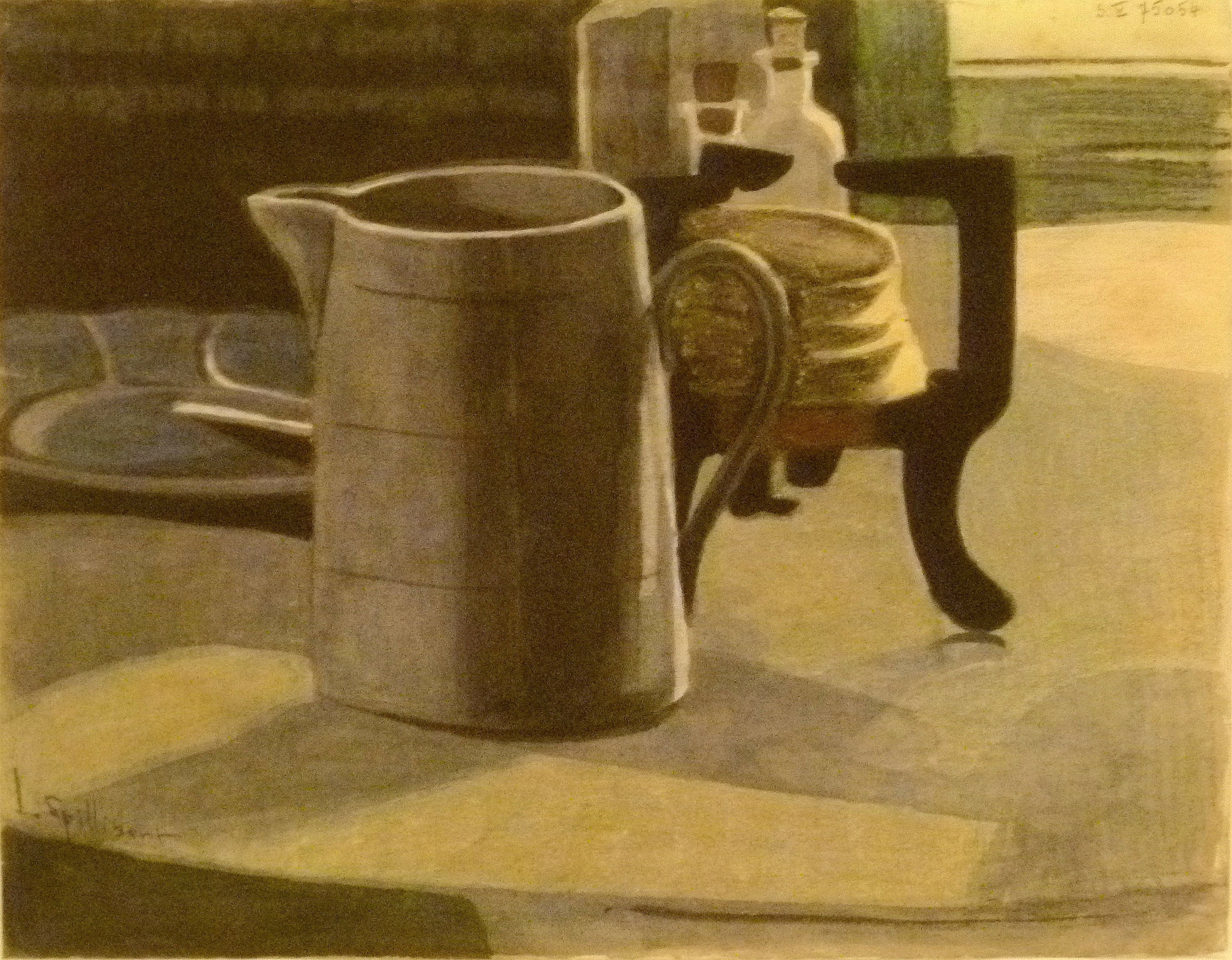
Broc à eau, trépied, assiette et bouteilles (1907-1909), Bruxelles, Bibliothèque royale de Belgique.
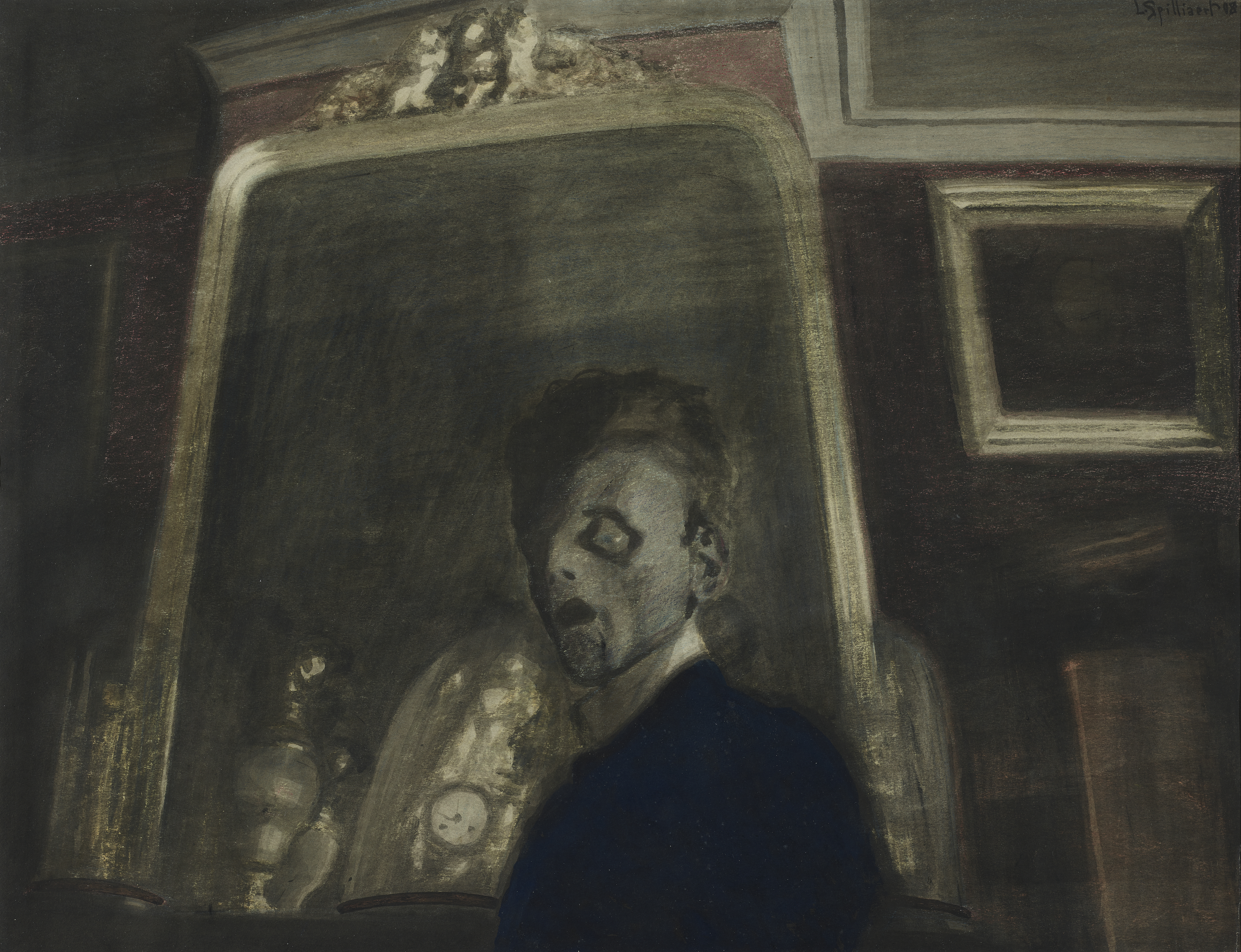
Autoportrait au miroir (1908), Ostende, musée d'Art à la mer.
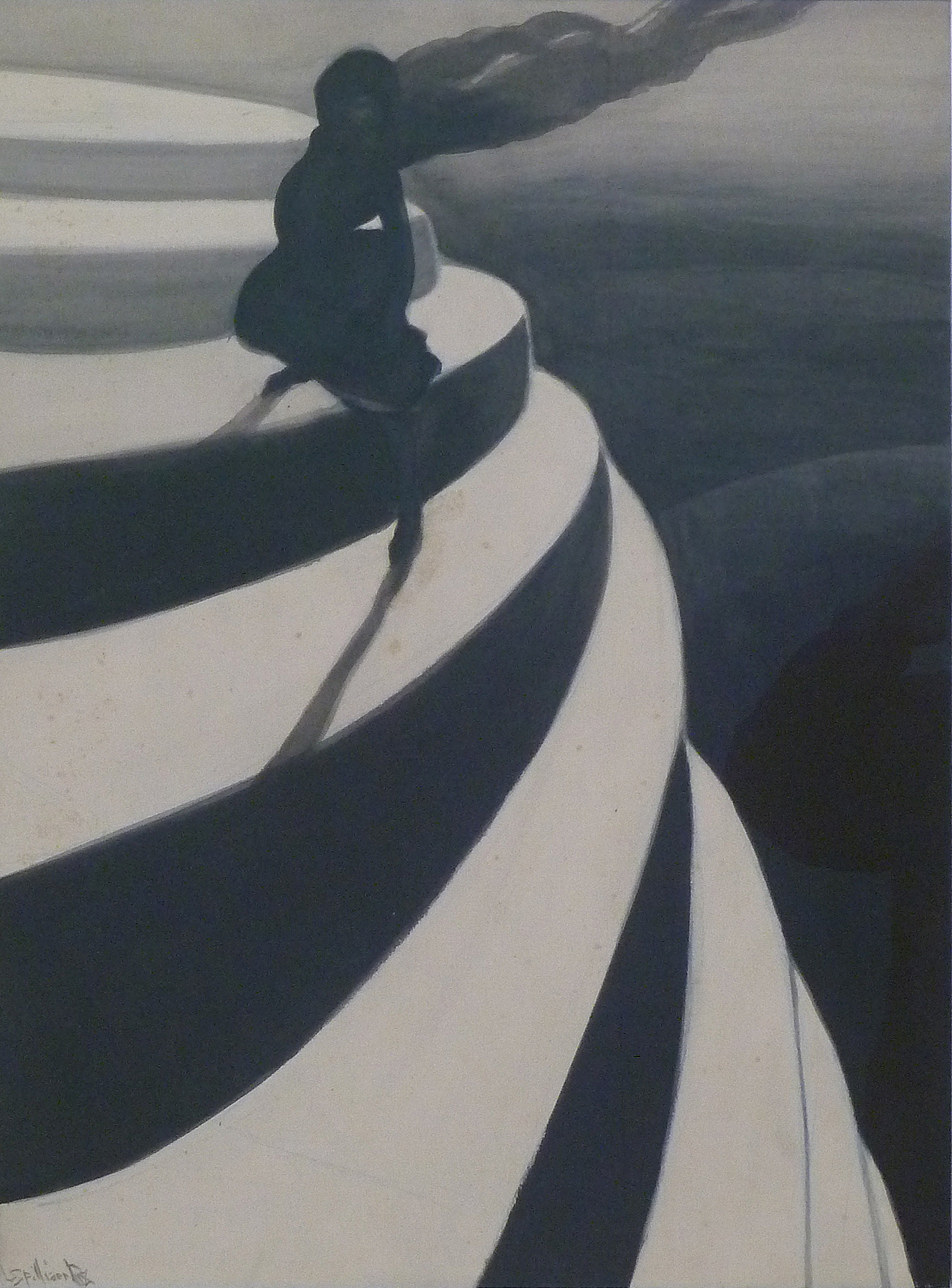
Vertige (1908), Ostende, musée d'Art à la mer.
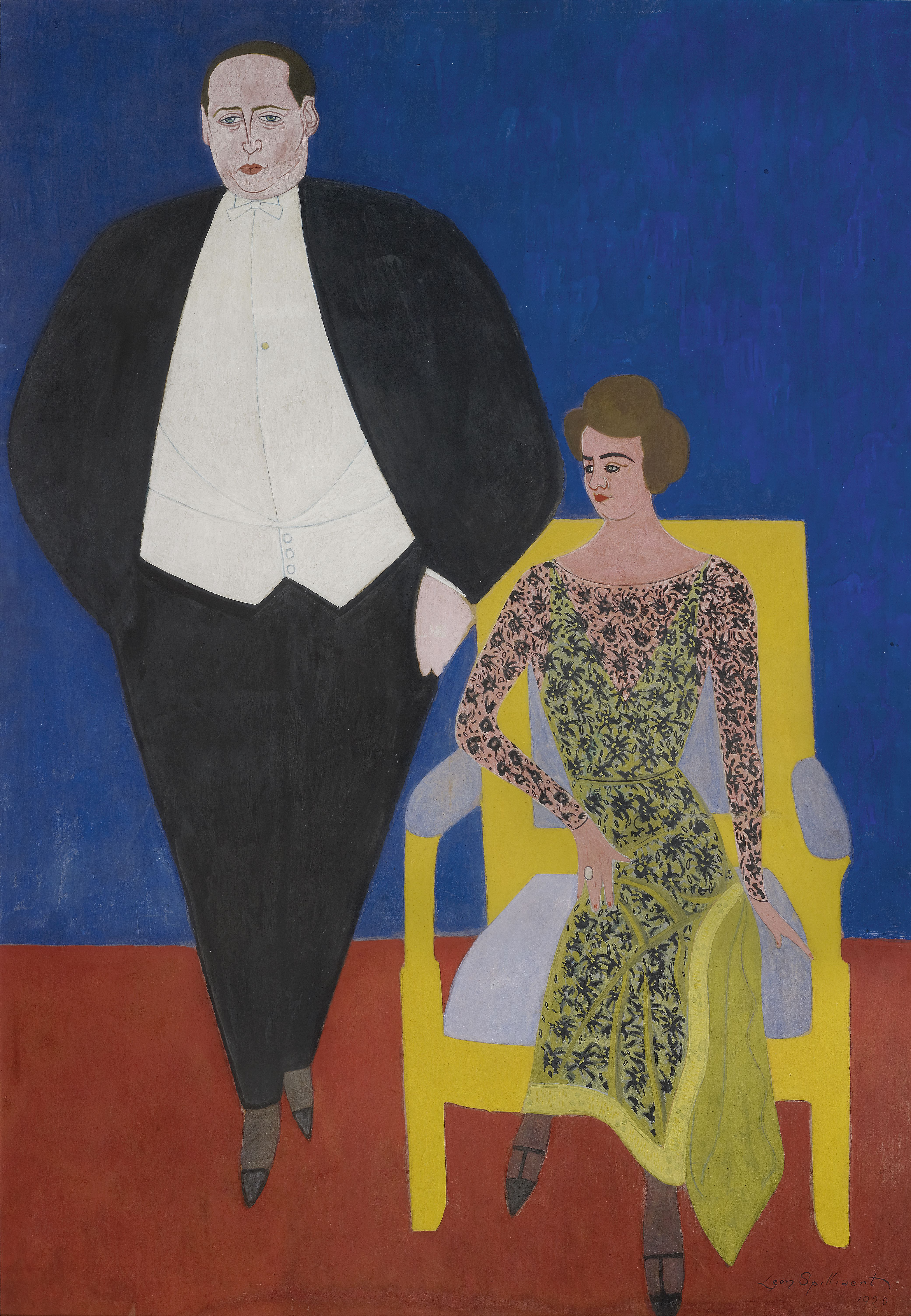
Portrait de Gustave et Norine Van Hecke (1920), Ostende, musée d'Art à la mer.
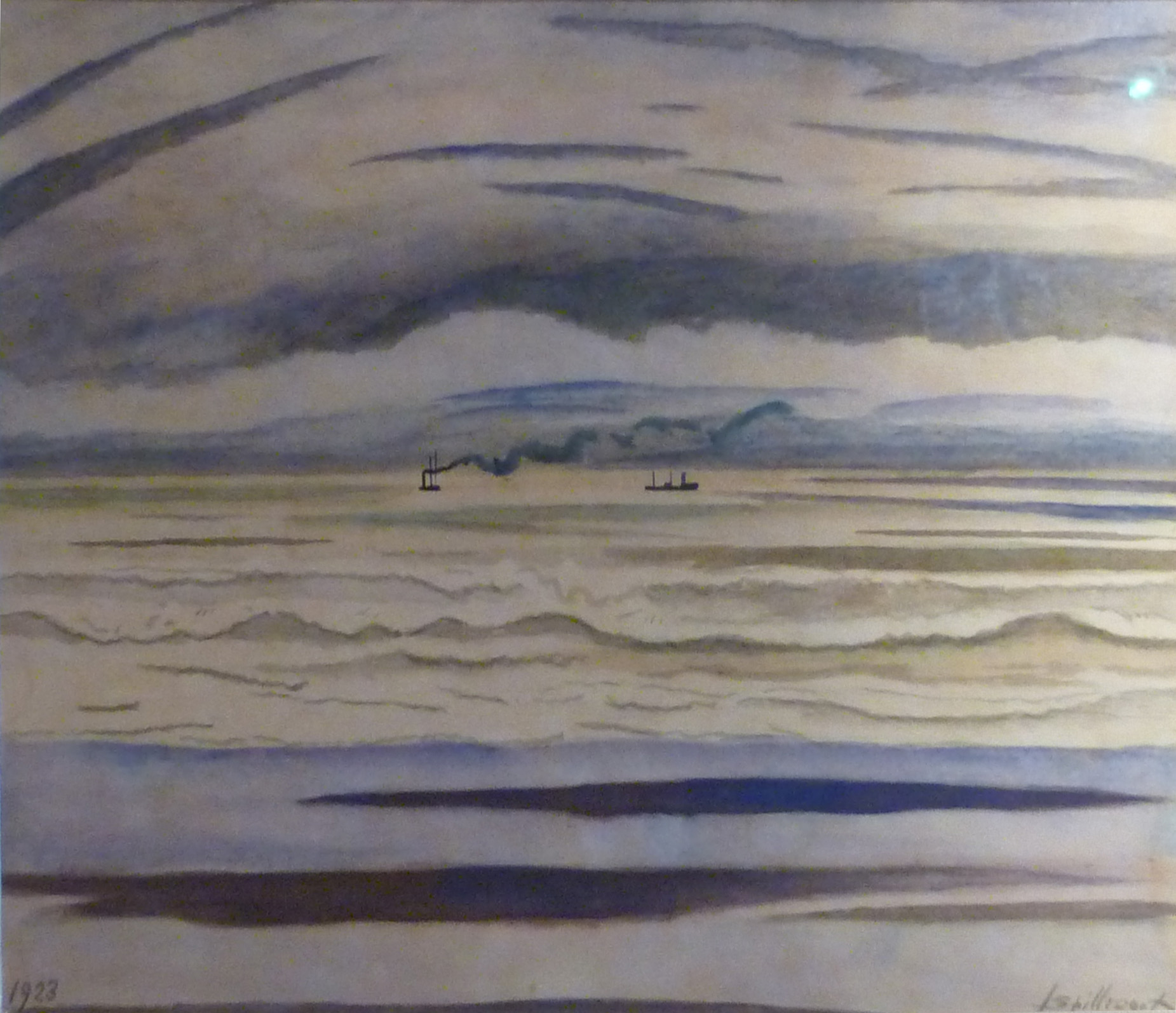
Marine (1923), Stadsmuseum Oostende (nl).
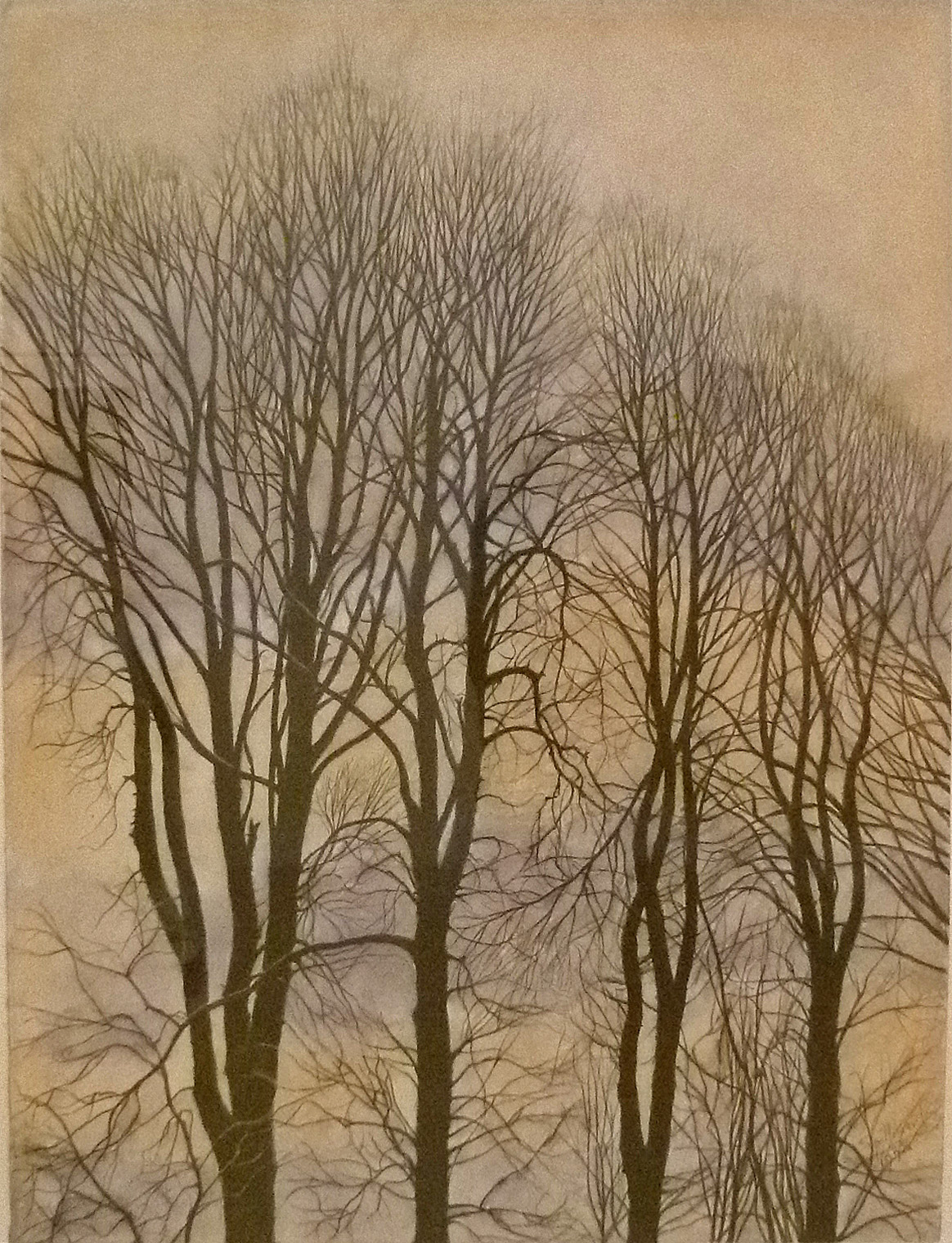
Arbres et Ciel (1938), Ostende, musée d'Art à la mer.
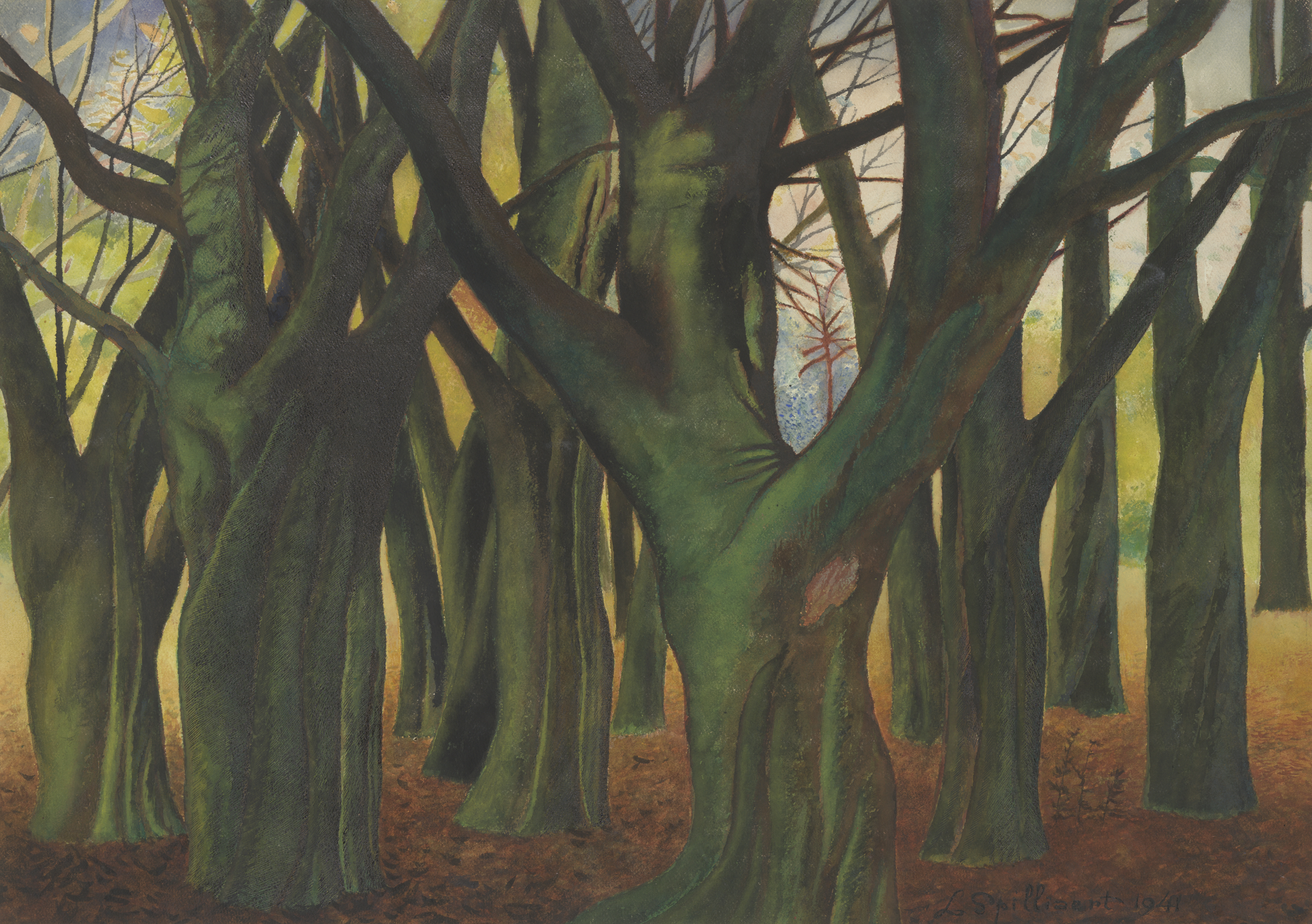
Arbres verts (1941), Ostende, musée d'Art à la mer.
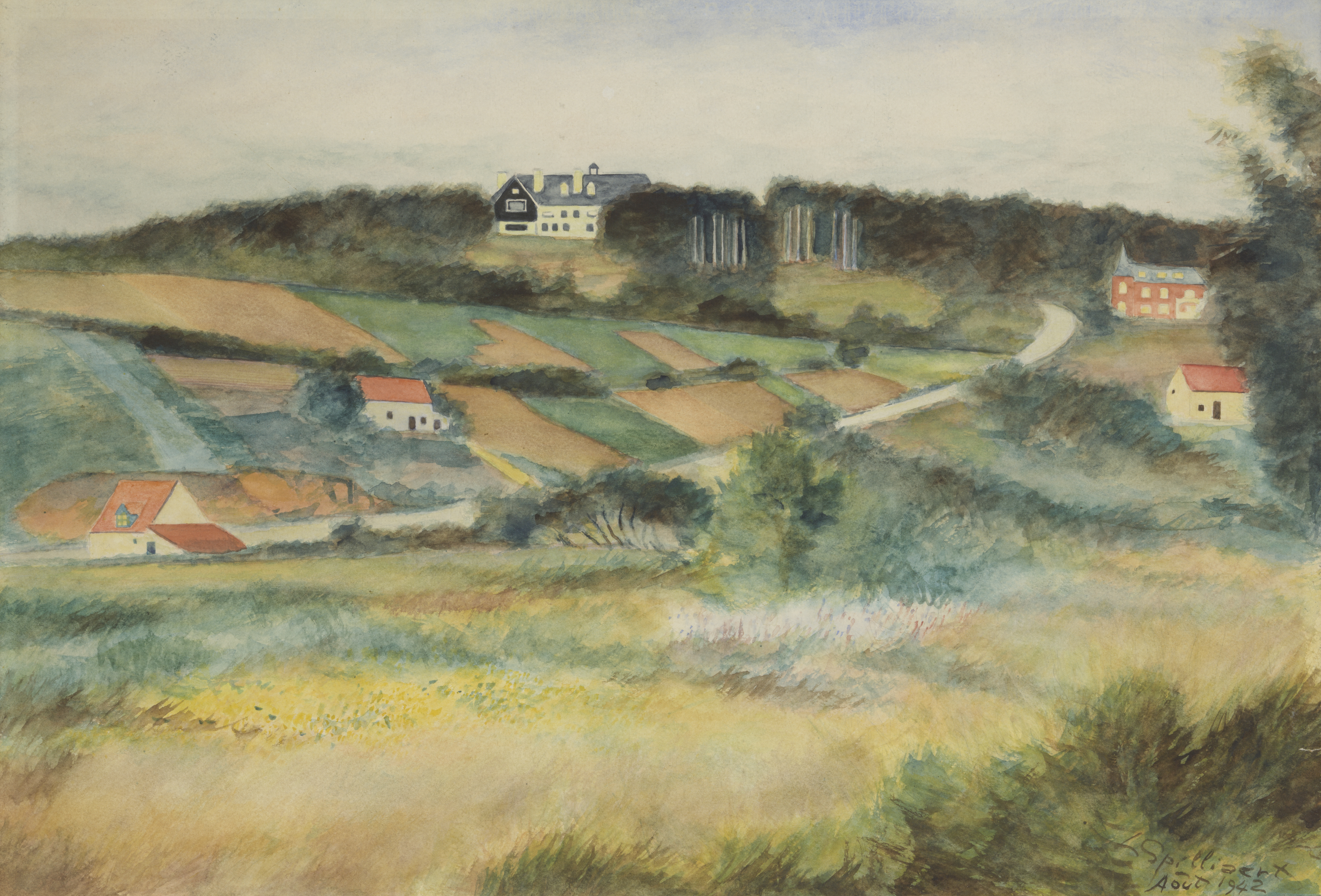
Vue de Sint-Genesius-Rode (1942), Ostende, musée d'Art à la mer.

## Hommages
- Une plaque commémorative indique qu'il a passé ses dernières années à Ixelles, rue Alphonse Renard 13.
- L'astéroïde (11082) Spilliaert, découvert le 14 mai 1993, porte son nom en son hommage.
- Le Trio Spilliaert est nommé en son hommage